# 미셸 시몽

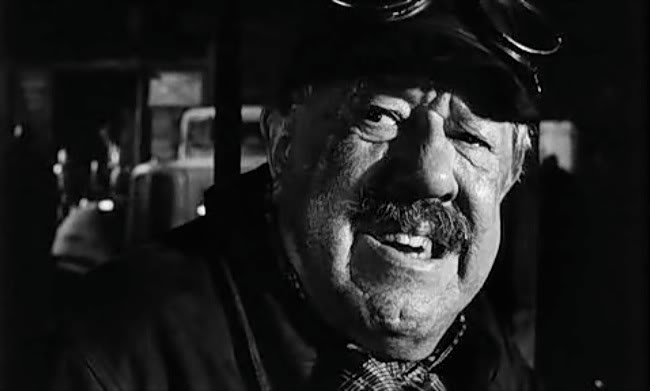

미셸 시몽(프랑스어: Michel Simon, 1895년 4월 9일 ~ 1975년 5월 30일)은 스위스의 배우, 연극 배우, 영화배우이다.
제네바에서 태어났다.

## 영화
- 《독》 (1951)
- 시티즌 랑글루아 (1995년)
- 블랑쉬 (1971년)
- 레츠 해브 어 라이어트 (1970년)
- 우리의 후견인 장 르누아르 2부 : 배우의 연출 (1967년) - 본인 역
- 우리 둘 (1967년)
- 대열차 작전 (1964년) - 파파 보울 역
- 르 바토 데밀 (1962년)
- 프랑스식 십계 (1962, Le Diable et les Dix Commandements)
- 아우스트리츠의 영웅 (1960년)
- 세 개가 한쌍입니다 (1957년)
- 사디아 (1953년)
- 호텔 데스 인바린덴돔 (1952년)
- 공황 (1947년)
- 하늘의 뮤지션 (1940년)
- 데리에르 라 파사드 (1939년)
- 강박관념 (1939년)
- 하루의 끝 (1939년)
- 안개 낀 부두 (1938년) - 자벨 역
- 이상한 드라마 (1937년)
- 라탈랑트 (1934년)
- 익사에서 구조된 부뒤 (1932년)
- 암캐 (1931년)
- 잔 다르크의 수난 (1928년)
- 게으름뱅이 병사 (1928년)